# Chadżidimitrowo (obwód Stara Zagora)
Chadżidimitrowo (bułg. Хаджидимитрово) – wieś w południowo-środkowej Bułgarii, w obwodzie Stara Zagora, w gminie Kazanłyk. Według danych Narodowego Instytutu Statystycznego, 31 grudnia 2011 roku wieś liczyła 1494 mieszkańców.